# الخضيري (كفر الشيخ)
قرية الخضيري هي إحدى القرى التابعة لمركز كفر الشيخ في محافظة كفر الشيخ في جمهورية مصر العربية. حسب إحصاءات سنة 2006، بلغ إجمالي السكان في الخضيري 1657 نسمة، منهم 825 رجل و832 امرأة.